# Stenaspidius lividus
Stenaspidius lividus är en skalbaggsart som beskrevs av Henry Fuller Howden 1992. Stenaspidius lividus ingår i släktet Stenaspidius och familjen Bolboceratidae. Inga underarter finns listade i Catalogue of Life.